# Głuchowski
Głuchowski – polski herb szlachecki, odmiana herbu Doliwa z nobilitacji.

## Opis herbu
Opis zgodnie z klasycznymi regułami blazonowania:
W polu błękitnym skos lewy srebrny, na którym trzy róże czerwone o listkach zielonych i środkach złotych.
W klejnocie godło na skrzydle orlim, naturalnym.
Labry błękitne, podbite czerwienią.

## Najwcześniejsze wzmianki
Herb z nobilitacji Feliksa Głuchowskiego z Łowicza z 26 lipca 1550.

## Herbowni
Głuchowski.